# Walter F. Otto
Walter Friedrich Gustav Hermann Otto (meist kurz Walter F. Otto; * 22. Juni 1874 in Hechingen; † 23. September 1958 in Tübingen) war ein deutscher Altphilologe, der besonders für seine Arbeiten über Bedeutung und Nachwirkung der griechischen Religion und Mythologie bekannt ist, vor allem durch das Standardwerk Die Götter Griechenlands (zuerst 1929).

## Leben
Walter F. Otto wurde als Sohn des Apothekermeisters Hermann Ernst Otto in Hechingen in den  Hohenzollernschen Landen geboren. Nachdem seine Familie wenig später nach Stuttgart umgesiedelt war, besuchte Walter F. Otto ab dem Herbst 1882 das dortige Eberhard-Ludwigs-Gymnasium. Statt des Abiturs legte er, wie damals in Württemberg möglich, 1892 den so genannten Konkurs ab, ein Examen, das zur Aufnahme in das Tübinger Evangelische Stift berechtigte, was dank freier Kost und Logis sowie teilweise individueller Förderung einem Stipendium gleichkam.
Wie es von den 'Stiftlern' erwartet wurde, begann Otto evangelische Theologie zu studieren, wechselte jedoch nach zwei Semestern zur Klassischen Philologie. Er wurde zum Schüler der Professoren Otto Crusius, Ludwig Schwabe und Wilhelm Schmid. Schmid bewog Otto dazu, von Tübingen nach Bonn zu wechseln, wo er sein Studium bei Hermann Usener und Franz Bücheler beendete. Der vor allem als Latinist berühmte Bücheler prägte den jungen Philologen so stark, dass auch Otto sich in den folgenden 20 Jahren überwiegend Fragen der römischen Kultur und Literatur widmete, wohingegen er heute wegen seiner späteren Werke in erster Linie als Gräzist bekannt ist.
Otto wurde 1897 in Bonn mit der Dissertation Nomina propria latina oriunda a participiis perfecti („Vom Partizip Perfekt abgeleitete lateinische Eigennamen“) promoviert; dazu legte er das Staatsexamen für das Lehramt an höheren Schulen ab. Im Folgejahr wurde er Assistent bei der Vorbereitung des Thesaurus Linguae Latinae (ThLL) und wechselte dafür nach München. Bis 1911 wirkte er als Redaktor und Verfasser des Onomasticum Latinum; in dieser Zeit habilitierte er sich zudem bei Crusius. Im Herbst 1911 erhielt Otto seinen ersten Ruf als a. o. Professor nach Wien, wo er Hans von Arnim kennenlernte; die beiden wurden enge Freunde.
Zwei Jahre später wechselte Otto nach Basel, wo er auf die Stelle des Ordinarius berufen worden war, ein weiteres Jahr später (1914) an die eben neu gegründete Universität in Frankfurt am Main, wo er 20 Jahre lang als Professor für klassische Philologie wirkte. Es entwickelte sich eine enge Freundschaft mit Karl Reinhardt.
Die NS-Regierung zwang Otto 1934, einen Ruf nach Königsberg als Nachfolger des vertriebenen Paul Maas anzunehmen. Von 1933 bis 1945 war er Mitglied im „Wissenschaftlichen Ausschuss“ des Nietzsche-Archivs, den er seit 1935 leitete. 1939 und 1940 gab er zusammen mit Karl Reinhardt und Ernesto Grassi die Jahrbücher Geistige Überlieferung heraus. Otto drückte in den Einleitungen seine Besorgnis um das Geschick der antiken Tradition aus; die Jahrbücher wurden vom Regime verboten. Am Ende des Zweiten Weltkriegs konnte Otto 1944 zwar noch aus Königsberg fliehen, verlor dabei aber seinen gesamten Besitz inkl. Büchern und Manuskripten. In der Zeit bis zum Kriegsende fand Otto Zuflucht in Elmau bei Garmisch-Partenkirchen in Bayern, wo er die Elmauer Gemeinde durch Vorträge sowie kleine Theateraufführungen unterhielt.
Nach Kriegsende erhielt Otto zunächst nur Vertreterstellen: Ende 1945 in München, 1946 in Göttingen, Herbst 1946 als Gastprofessor in Tübingen, dann ebendort Vertreter, in allen Fällen für Gräzistik. Nach der Wiederbesetzung des Tübinger Lehrstuhls gehörte er dem Lehrkörper der Universität als Emeritus an. In Tübingen fand Otto Ruhe, gute Arbeitsverhältnisse und Studenten – noch im Alter von 83 Jahren hielt er Vorlesungen und Kolloquien. Seit 1955 gehörte Otto dem Wissenschaftlichen Beirat der Sachbuchreihe Rowohlts deutsche Enzyklopädie an.

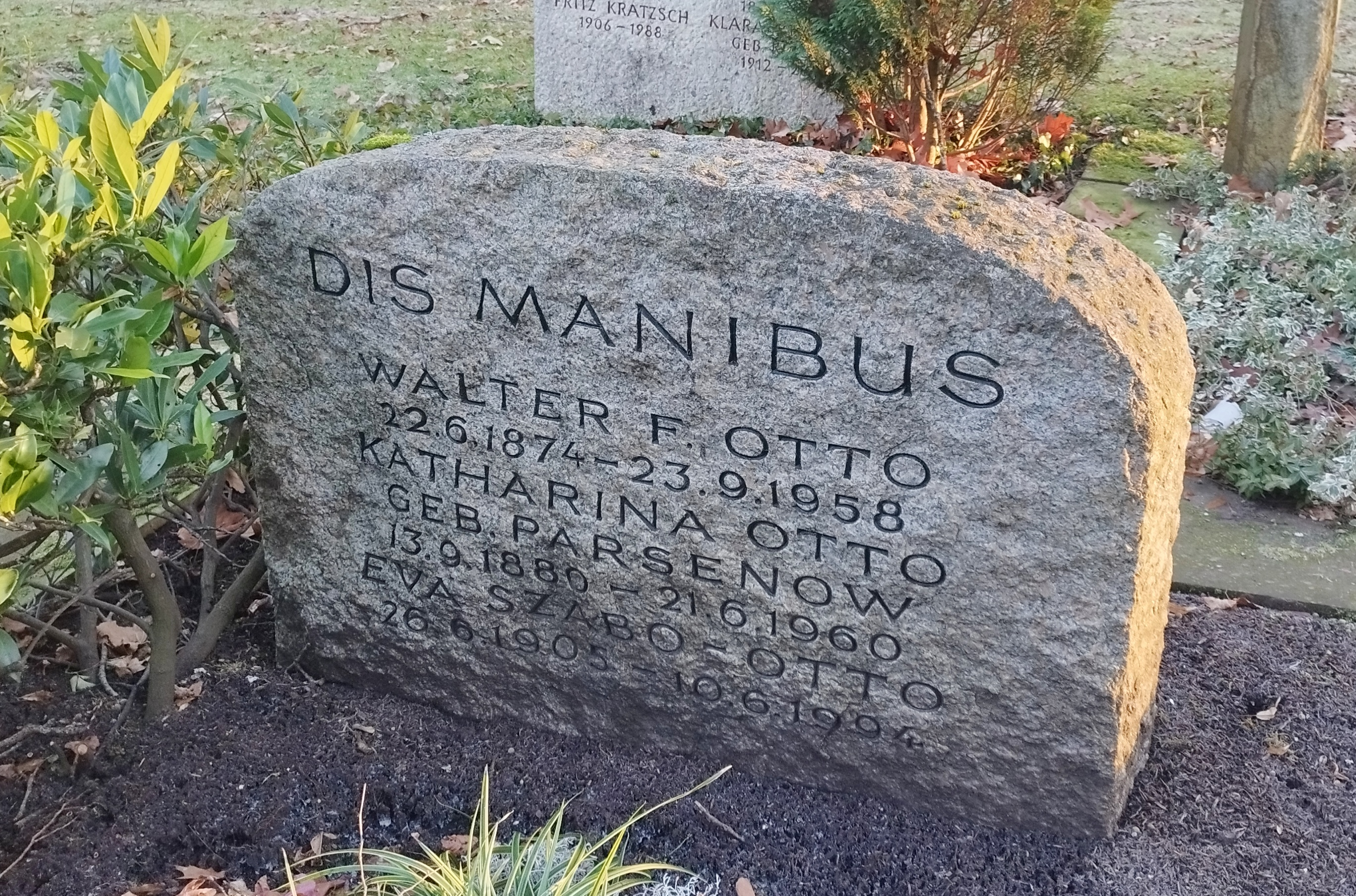
Grabstein der Familie Otto Bergfriedhof Tübingen

In Tübingen starb Walter F. Otto im Herbst 1958 über der Arbeit an einem Aufsatz Die Bahn der Götter (erschienen postum) und wurde auf dem Tübinger Bergfriedhof begraben.
In seinen Schriften über die griechische Religion und Mythologie, v. a. in den beiden oft als seine Hauptwerke angesehenen Büchern Die Götter Griechenlands (1929) und Dionysos (1933), stellte Walter F. Otto besonders die 'rationalen' Züge der antiken Mythologie heraus. Dadurch setzte er sich merklich von der eher traditionellen religionswissenschaftlichen Schule Hermann Useners ab; in Ottos Beschreibung wurde der griechische Glaube zu einer Art „Religion des objektiven Erkennens“ (Karl Reinhardt). Dies erklärt die starke und bis in die Gegenwart reichende Wirkung von Ottos Schriften gerade auf nicht-philologische Gelehrte, aber auch auf den Klassischen Philologen Karl Kerényi. Aus denselben Gründen wurden sie allerdings auch (besonders Theophania, 1959) von der Seite christlicher Theologen als Versuch einer Wiederbelebung der antiken Religion missverstanden und attackiert. Walter F. Otto selbst lehnte eine derartige Auslegung stets als absurd ab.

## Schriften
Eigenständige Werke (chronologisch)
- als „Gvaltervs Otto“: Nomina propria Latina oriunda a participiis perfecti, particvla prima. [Bonn] 1897; dann Teubner, Lipsiae (Leipzig) 1898 (auch erschienen als  Jahrbücher für classische Philologie, Supplementband 24,7 [1898], S. 746–777, 4), OCLC 3994362 (Dissertation Universität Bonn 1897, Seiten [745]-932; 21 cm, „Commentatio ex supplemento vicesimo quarto Annalium philologorum seorsum expressa“).
- Der Geist der Antike und die christliche Welt. Bonn 1923.
- Die Manen oder Von den Urformen des Totenglaubens. Berlin 1923 (2. Auflage Tübingen 1958, Nachdruck Darmstadt 1983).
- Kulturgeschichte des Altertums. Überblick über neue Erscheinungen. Beck, München 1925.
- Die altgriechische Gottesidee. Berlin 1926.
- mit Rudolf G. Binding: Nähe der Antike / Zeit und Antike. Zwei Ansprachen.  Englert und Schlosser, Frankfurt am Main 1926.
- Die Götter Griechenlands. Das Bild des Göttlichen im Spiegel des griechischen Geistes. Bonn 1929, OCLC 466146329; 10. Auflage (= Klostermann Rote Reihe. Band. 54). Klostermann, Frankfurt am Main 2013, ISBN 978-3-465-04184-9.
- Der europäische Geist und die Weisheit des Ostens. Frankfurt am Main 1931.
- Dionysos. Mythos und Kultus. Frankfurt am Main 1933; 7. Auflage (= Klostermann Rote Reihe. Band 43). Frankfurt am Main 2011, ISBN 978-3-465-04133-7.
- Der griechische Göttermythos bei Goethe und Hölderlin. Helmut Küpper, Berlin 1939.
- als Hrsg. mit Ernesto Grassi und Karl Reinhardt: Geistige Überlieferung. Helmut Küpper, Berlin 1940
- Der Dichter und die alten Götter. Frankfurt am Main 1942.
- Das Vorbild der Griechen. Tübingen/Stuttgart 1949.
- Gesetz, Urbild und Mythos. Stuttgart 1951.
- Die Musen und der göttliche Ursprung des Singens und Sagens. Düsseldorf 1954.
- Die Gestalt und das Sein. Gesammelte Abhandlungen über den Mythos und seine Bedeutung für die Menschheit. Düsseldorf 1955.
- Theophania. Der Geist der altgriechischen Religion (= Rowohlts deutsche Enzyklopädie. Band 15). Rowohlt, Hamburg 1956; 4e Auflage (= Klostermann Rote Reihe. Band 90). Frankfurt am Main 2017, ISBN 978-3-465-04292-1.
- Mythos und Welt. Stuttgart 1962.
- Das Wort der Antike. Stuttgart 1962.
- Die Wirklichkeit der Götter. Von der Unzerstörbarkeit der griechischen Weltsicht (= Rowohlts deutsche Enzyklopädie. Band 170). Rowohlt, Reinbek bei Hamburg 1963.
- Epikur. Klett, Stuttgart 1975.
- Aufsätze zur römischen Religionsgeschichte. Hain, Meisenheim am Glan 1975.

Hinzu kommen zahlreiche Veröffentlichungen in Zeitschriften, Lexika usw. sowie diverse Herausgeberschaften (u. a. Hesiodea. Festschrift für Karl Reinhardt, 1952, und Platon, Phaidon, Politea, 1958).